# Тек, Пол
Пол Тек (англ. Paul Thek, при рождении George Joseph Thek; 1933—1988) — американский художник, а позже также скульптор и инсталлятор. В течение жизни работал в Европе и США. После смерти Пола его работы активно выставлялись. Его работы находятся в коллекциях Музея Хиршхорна и сада скульптур, Центра Помпиду и Kolumba. Возможно, самое знаменитое его творение — проникнутый темой движения хиппи розовый зиккурат «The Tomb» (1967), которое часто неправильно называют «Смерть хиппи».

## Биография
Родился 2 ноября 1933 года в Бруклине и был вторым из четырех детей у родителей немецкого и ирландского происхождения.
В 1950 году учился в Лиге студентов-художников Нью-Йорка, а также в Институте Пратта в Бруклине, прежде чем поступил в 1951 году в колледж Cooper Union. По окончании обучения, в 1954 году, переехал в Майами, штат Флорида, где встретил дизайнера Питера Харви (Peter Harvey), который познакомил Джорджа с несколькими художниками и писателями, в числе которых был Теннесси Уильямс. Здесь Тек создал некоторые из своих первых известных рисунков, в том числе выполненные углём и графитом (в настоящее время хранятся в коллекции музея Kolumba). Затем последовали его абстрактные акварели и картины, написанные маслом. В 1955 году Тек взял себе новое имя Пол. В 1957 году он впервые выставил свои работы в галерее Mirrell Gallery в Майами. Именно во Флориде Пол Тек впервые встретился с фотографом Питером Худжаром, который сделал много фотографий Пола в городе Корал-Гейблс.
К концу 1959 года Тек и Худжар, став уже парой, жили в Нью-Йорке. В 1962 году они вместе отправились в Италию, где посетили катакомбы капуцинов в Палермо, что оказало сильное влияние на их деятельность. В 1960-х годах Тек и Худжар познакомились с рядом художников и писателей, включая Джозефа Раффаэле, Еву Гессе, Джена Свенсона (Gene Swenson) и Сьюзен Зонтаг. Тэк был особенно близок к Сьюзен Зонтаг, ему она посвятила свою работу  «Против интерпретации и другие эссе» 1966 года. В 1964 году он участвовал в Screen Tests Энди Уорхола. Именно в этот период времени Пол Тек начал заниматься инсталляцией и скульптурой, в первую очередь создавая восковые работы. Между 1964 и 1967 годами он провёл персональные выставки «Technological Reliquaries» в Нью-Йоркских галереях Stable Gallery и Pace Gallery.
В 1967 году Тек получил стипендию комиссии U.S.-Italy Fulbright Commission и покинул Нью-Йорк вскоре после открытия своей выставки «The Tomb», которая ассоциировалась с американским движением хиппи и часто называлась «Death of a Hippie». По Европе Пол Тек путешествовал с конца 1960-х по начало 1970-х годов и работал над крупномасштабными произведениями.
После периода странствующего образа жизни, Пол Тек снова поселился в Нью-Йорке в 1976 году и начал преподавать в Cooper Union. В 1980-х годах снова начал показывать свои работы на национальном и международном уровнях. Но последние годы жизни художника были отмечены бедностью, изоляцией и болезнями. Он знал, что у него СПИД, и скончался от него 10 августа 1988 года на 55-м году жизни в больнице Lenox Hill Hospital на Манхэттене, Нью-Йорк. Причиной смерти стали осложнения, вызванные гепатитом и желудочно-кишечными заболеваниями. Его тело было кремировано, прах развеян.

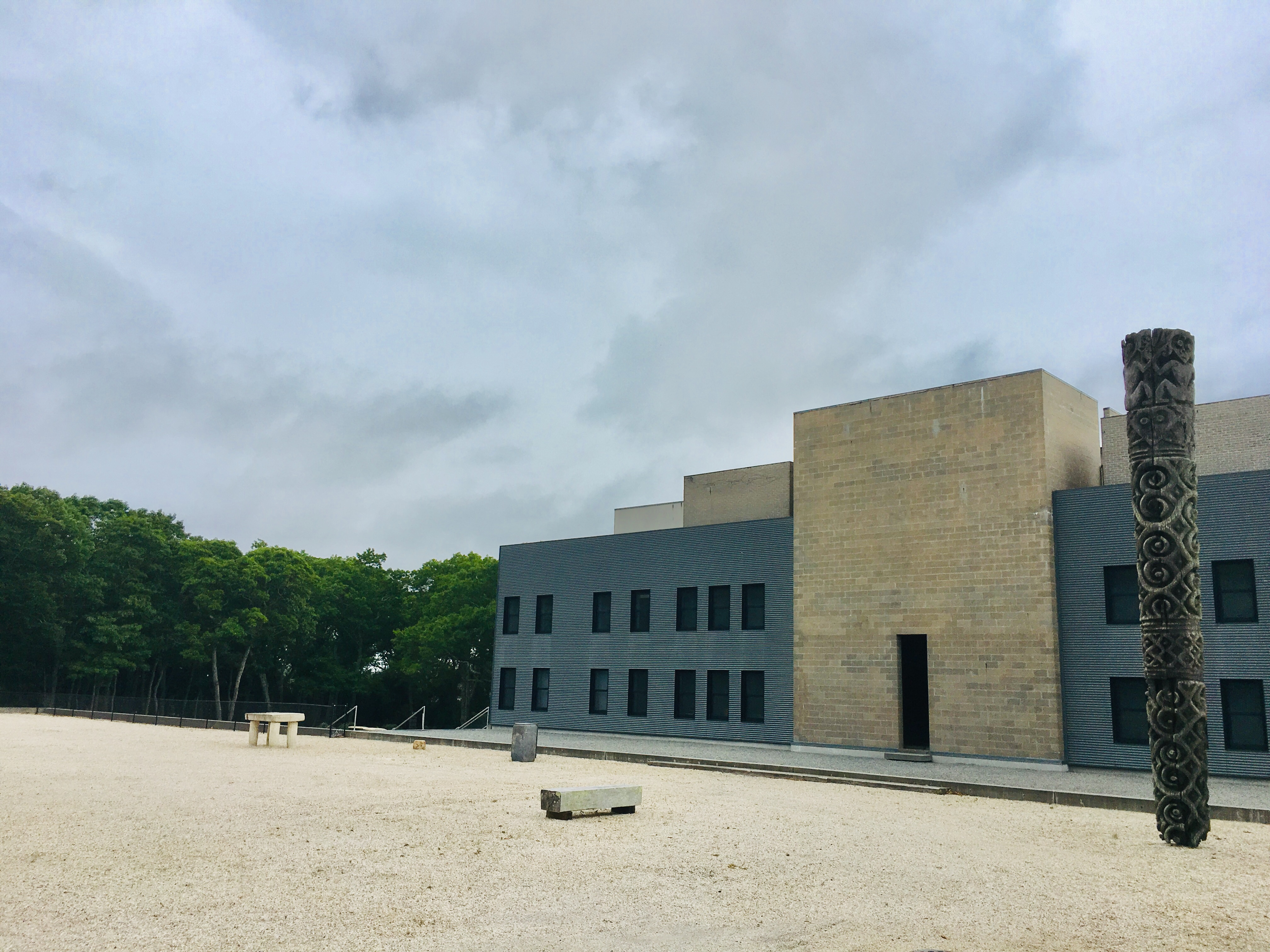
Watermill Center, 2018 год

После смерти Тека Сьюзен Зонтаг посвятила его памяти свою работу «AIDS and Its Metaphors». В 2010 году Музей американского искусства Уитни представил первую американскую ретроспективу работ Пола Тека «Diver, a Retrospective».
Его работы находятся в постоянной экспозиции в The Watermill Center на Лонг-Айленде, Нью-Йорк.

## Выставки
Пол Тек был участником многих коллективных и персональных выставок.
Персональные выставки состоялись в Институте современного искусства в Филадельфии, Городском музее Амстердама, Музее современного искусства в Стокгольме, Художественном музее Люцерна и других музеях и галереях.
Групповые выставки с его участием прошли, в частности, в Галереt искусства Коркоран, в датском музее Луизиана, в португальском художественном центре Serralves, в Художественном музее Люцерна и многих других местах. В 1976 году он участвовал на Венецианской биеннале.